# Dan y Wenallt
Dan y Wenallt é um filme de drama britânico de 2015 dirigido e escrito por Kevin Allen. Foi selecionado como representante do Reino Unido à edição do Oscar 2016, organizada pela Academia de Artes e Ciências Cinematográficas.

## Elenco
- Rhys Ifans - Captain Cat
- Lisa Palfrey - Mrs Dai Bread 1
- Buddug Verona James - Mrs Ogmore-Pritchard
- Charlotte Church - Polly Garter
- Aneirin Hughes - Organ Morgan
- Boyd Clack - Mr Pugh